# 嶺南 (日本)
嶺南（れいなん）是日本福井縣南部的若狹灣沿岸的區域。相當於江戶時代的小濱藩，住民有很強的共同意識。地形同為谷灣式海岸，氣候也相似。以古代的令制國來說，除了敦賀市屬於越前國，其他地方屬於若狹國，所以也稱為若狹地方。
以山中峠～木之芽峠～栃之木峠的稜線為界，以北為嶺北。

## 概要
嶺南的稱呼，約始於設置福井縣的1881年，北陸道（北國街道）的難關木之芽峠（木嶺）以南開始被稱為「木嶺以南」。
地理位置在若狹灣岸，觀光書籍等也包含在北近畿之內。從敦賀往舞鶴・米原・京都・金澤各方面的鐵道、道路的分岐點，也是交通要衝。歷史上，是從畿內往北陸道的入口，若狹灣的港口自古以來就是畿內的外港，和京都、近江、丹後的交流旺盛。
受此影響，嶺南地方的嶺南方言分類為近畿方言，接近舞鶴方言和江州方言。
嶺南地域因為有許多原子力發電所（核電廠），所以被稱作「原發銀座」。

## 自治體
由2市3郡4町構成。
- 敦賀市（福井縣嶺南振興局所在地）
- 小濱市（福井縣嶺南振興局所在地）
- 三方郡
  - 美濱町
- 大飯郡
  - 高濱町 - 大飯町
- 三方上中郡
  - 若狹町

## 地理
若狹灣沿岸屬於谷灣式海岸，平原狹小，自古以來就是以港口為中心發展。奈良・平安時代以來作為畿內的外港，和外地交流。江戶時代，是從出羽國、加賀國往京、大坂運送物資的北前船的寄港地，透過鯖街道和京、近江的交流旺盛，現在也是和京都府・滋賀縣關係密切的區域。因為是風光明媚的海岸，來自福井縣內外的訪客相當多。另外，此地域位在琵琶湖以北的日本海岸。
地形
- 海岸：若狹灣
- 山・峠：木之芽峠、愛發山、青葉山、野坂山地（野坂岳、乘鞍岳）、若丹山地（百里岳、頭巾山、三十三間山）
- 川：遠敷川、笙之川
- 湖：三方五湖
- 港：敦賀港、小濱港

## 原子力發電所
- 日本原子力發電
  - 敦賀發電所（敦賀市）
- 日本原子力研究開發機構
  - 文殊（敦賀市）
  - 普賢（敦賀市）
- 關西電力
  - 美濱發電所（美濱町）
  - 大飯發電所（大飯町）
  - 高濱發電所（高濱町）

## 關連項目
- 若狹國
- 若狹灣
- 若狹灣國定公園
- 若狹梅街道
- 若狹農業協同組合

- 敦賀縣
- 小濱藩
- 北近畿
- 鯖街道
- 若江線

- 御食國
- 琵琶湖若狹灣快速鐵道
- 三方五湖彩虹線
- 嶺北
- 越前國

## 外部連結
- 若狹灣觀光連盟 （页面存档备份，存于）
- 嶺南森林組合 （页面存档备份，存于）